# Pterostylis barbata
Pterostylis barbata là một loài thực vật đặc hữu của vùng Tây Nam tiểu bang Western Australia. Pterostylis barbata là một perennial herb that grows to 30 cm, it was first được mô tả by John Lindley from collections made by James Drummond và Georgiana Molloy of the Swan River Colony in Western Australia.